# 大角岑生
大角 岑生（おおすみ みねお、1876年（明治9年）5月1日 - 1941年（昭和16年）2月5日）は、大正から昭和にかけての日本の海軍軍人、政治家、華族。海軍大将。男爵。位階および勲等、軍功は正二位・勲一等・功五級。
愛知県出身で本籍は高知県。自邸は東京市芝区高輪下町にあった。

## 経歴
1876年（明治9年）、愛知県中島郡三宅村（現・稲沢市平和町上三宅上屋敷）で、農業・大角藤平の長男として生まれた。幼名は親一。
1891年（明治24年）3月に中島郡高等小学校を卒業後、愛知一中（現・愛知県立旭丘高等学校）より攻玉社を経て海軍兵学校に入校。
明治30年（1897年）24期を3位の成績で卒業。同期の次席は山本英輔大将。
「比叡」での遠洋航海を終えて「厳島」・「八島」・「千代田」・「吾妻」に乗組。中尉に進級してから「天龍」・横須賀海兵団・「浅間」で分隊長を歴任した。
明治35年（1902年）1月に「済遠」航海長に任じられ、日露戦争を迎えた。
開戦3か月目の明治37年（1904年）5月に「松島」航海長に転任するが、その直前の第3次旅順口閉塞作戦に際し、「釜山丸」の沈船命令を受ける。しかし出撃した「釜山丸」はエンジンが故障し、船団から脱落した。初志貫徹を叫ぶ乗組員を説得し、大角は「釜山丸」を引き返させ、適切な判断と後に評価された。
「松島」・「満洲丸」航海長を歴任し、日本海海戦後の明治38年（1905年）8月に兵学校教官、翌年1月に海軍大学校甲種学生に転じ、航海術の指導および研修に励んだが、大角の現場勤務は大正2年度の、「筑波」副長、6年度の「朝日」艦長、12年度の第3戦隊司令官、昭和3年度の第2艦隊司令長官の合計4年間に過ぎない。海軍生活のほとんどを軍政官として過ごすことになる。
明治40年（1907年）12月に海軍省軍務局に呼ばれ、軍政官の第一歩を踏み出す。
明治42年（1909年）より2年間ドイツに駐在し、帰国とともに中佐に進級し、東郷平八郎元帥の副官となる。1年近く東郷の側近として修行し、「筑波」副長を経て再び軍務局に戻る。
大正3年（1914年）から6年（1917年）までの3年間、シーメンス事件を処理した八代六郎、八八艦隊計画を実行に移した加藤友三郎の両大臣の側近となった。
しかし加藤が自ら推進した八八艦隊計画を捨ててワシントン軍縮条約受諾を決意した際、大角はフランス大使館附武官として加藤のもとから離れていたため、何も加藤から学ぶことはできなかった。
大正7年（1918年）から2年間、フランスに滞在した。ジュネーヴに本部を置く国際連盟に最も近く、連盟の状況をいち早く把握できる重要なポストである。大角はパリ講和会議に随員として列席しており、日本の南洋諸島獲得が承認されたその現場にいた。
大正9年（1920年）に少将へ進級し、翌年7月に帰国した。
しばらく無任所であったが、大正11年（1922年）5月、軍務局長、12年（1923年）12月、第3戦隊司令官、14年（1925年）4月、海軍次官、昭和3年（1928年）12月、第二艦隊司令長官と、連合艦隊・海軍省の重要ポストを交互に経験した。
次官進級の直前に中将へ進級している。次官として大角が補佐した大臣は財部彪大将だった。大角は軍縮条約にまったく関与していないため、条約派と艦隊派の対立には関心がなく、次官時代はワシントン条約受諾はやむを得ないとする空気があったため、大角自身も問題にしていなかった。
昭和4年（1929年）の定期異動で横須賀鎮守府司令長官に任命され、2年間勤めた。
この間、昭和6年（1931年）4月に山本英輔と同時に大将に進級した。
昭和6年（1931年）12月、第2次若槻内閣が総辞職し、前任の安保清種が慣例に従って横須賀鎮守府長官の大角を犬養内閣の海軍大臣に指名した。
艦隊派と条約派の抗争が続き、強硬な条約派だった軍令部長・谷口尚真の更迭を決めた矢先に、安保は大臣を大角に譲らざるを得なくなり、後任人事を託した。
大角は、陸軍参謀総長に閑院宮載仁親王元帥が就いていることを勘案して、伏見宮博恭王大将を軍令部長に推した（陸軍が皇族総長の威光で海軍を圧迫する可能性を封じる意図もあったという。昭和7年（1932年）に伏見宮は元帥となり、東郷平八郎の死後は海軍最長老となる）。これが後に自らを窮地に追い込むことになる。
着任から半年後、首相・犬養毅が五・一五事件で海軍将校に暗殺されたため、大角は引責辞任を余儀なくされた。現役海軍将校が徒党を組んで首相を暗殺した際の海相ということを考えれば予備役になってもおかしくなかったが、世論に暗殺犯への同情が強かったこともあり現役にはとどまることができた。

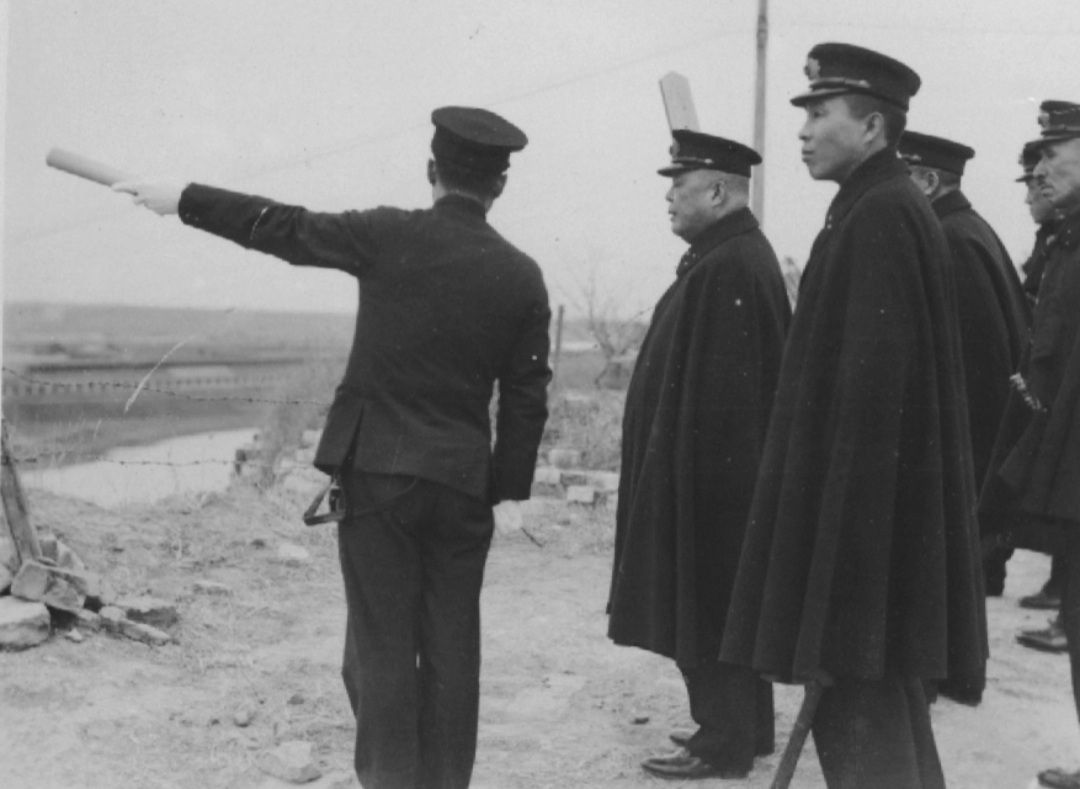
大角岑生（左）

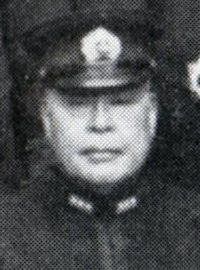
1936年頃の大角岑生

犬養の後継に首班指名されたのが海軍の重鎮である斎藤実大将であったことと五・一五事件の収拾を図る必要があったことから、大角はあえて長老の岡田啓介大将を後任に指名した
しかし、岡田には定年退職（65歳）の期限が迫っていた。これが計算ずくなのかは不明だが、岡田の定年に合わせて大角は昭和8年（1933年）1月に海軍大臣の座に復帰した。この復帰により、大角は後世から数々の批判を受ける決断を重ねる。
まず強硬な艦隊派の領袖であった軍令部次長・高橋三吉が、戦時のみ軍令部に移譲されていた海軍省の権限の一部を平時にも軍令部に引き渡すよう要求してきた。当然ながら官僚気質の大角は、既得権を放棄する気はない。
しかし、局長部長や次官次長の激論は平行線で終わるものの、大臣・部長級の議論となれば、大角の相手は皇族である伏見宮である。部下たちの議論は平行線が続き、最高責任者同士の交渉に持ち越された。
伏見宮の威光を前に、大角は艦隊派（軍令部側）の要求を次々と認めていく（伏見宮はこの件について「私の在任中でなければできまい。是非やれ」と部下を督励しており、皇族の威光で押せば大角は折れると読んでいたようである）。
かくて、軍令部からは将来の軍拡路線を妨害する恐れのある将官の追放を要求された。谷口尚真のほか、山梨勝之進、左近司政三、寺島健、堀悌吉ら次官、軍務局長経験者、軍事普及部委員長・坂野常善らを、大角は自らの署名つき辞令で追放した。これが「大角人事」と呼ばれる恣意的な条約派追放人事である。
海軍内で弾圧の片棒を担がされている頃、外交問題で重大な局面を迎えていた。リットン調査団の報告に日本は反発し、国際連盟脱退も辞さない空気がみなぎった。
枢密院の実力者であった伊東巳代治は、大角がパリ講和会議で獲得した南洋の委任統治領を返還したくないと判断するものと期待し、大角に脱退阻止行動を起こすよう訴えた。
しかし陸軍が熱河省に進出する計画を察知していた大角は、海軍だけが反対するのは政治混乱を招くので好ましくないと反論し、激怒した伊東は脱退阻止行動そのものを放棄してしまった。
また、関東軍司令官・本庄繁と陸軍大臣・荒木貞夫が、満洲事変の戦功により男爵に叙せられた際に、事変には何も関与していなかったにもかかわらず、事変勃発時の海軍大臣という理由で大角も男爵に叙せられた。海軍部内では失笑され、陸軍部内では憤慨する者が続出した。

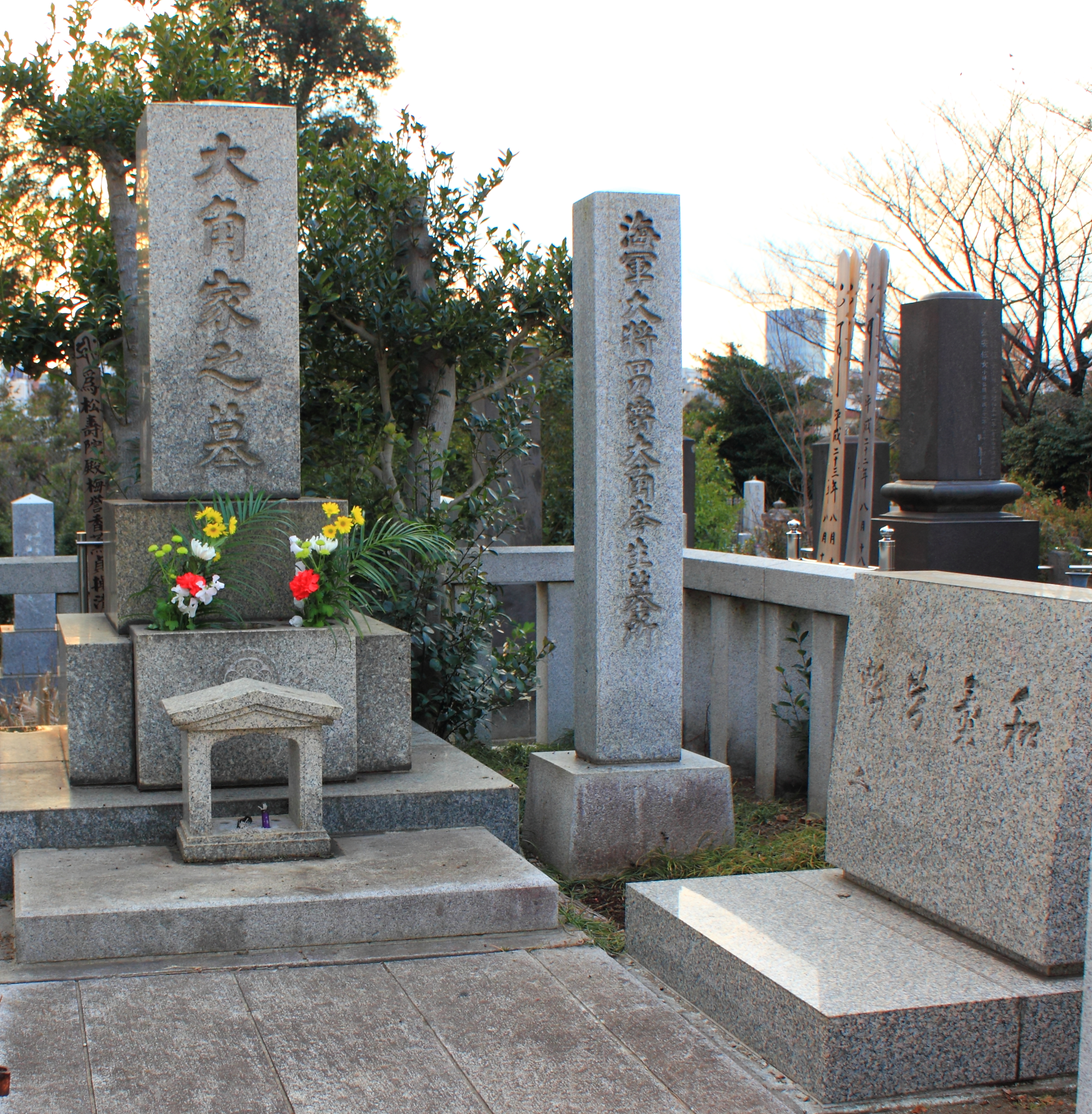
大角岑生の墓（青山霊園）

確固たる信念を持たず、指導力に欠け、ただ内外と波風を立てぬように腐心してきた大角が遂に馬脚を現したのが、二・二六事件の処理であった。
海軍出身の首相・岡田啓介、内大臣・斎藤実、侍従長・鈴木貫太郎が襲撃されたため（斎藤は死亡、鈴木は重傷、岡田は死亡と報道されたが無事であった）、海軍省内では反乱軍との徹底抗戦論が沸き起こった。しかし大角は的確な処理を下せず狼狽するばかりだった。大角を尻目に、連合艦隊司令長官・高橋三吉は東京湾に第一艦隊を進入させ、反乱軍の占拠拠点に艦砲の照準を合わせて臨戦態勢を取った。
横須賀鎮守府でも、留守の長官・米内光政に代わって参謀長・井上成美が陸戦隊の編制を命じ、戻った米内も後押しして東京突入の準備が早々に完了した。
しかし現場の的確・迅速な行動に反して、大角は命令を下せなかった。暗殺されたと思われた岡田の生存情報を受け取った大角は「何も聞かなかったことにする」と返答し、岡田を救出しようとはしなかった。
反乱鎮圧後、大角は海軍大臣を永野修身大将に譲り、軍事参議官となる。二・二六事件後、荒木貞夫・真崎甚三郎ほか多数の大将を予備役に編入した陸軍とのバランスを取るために、海軍からも3名の大将を予備役に編入する事になったが、山本英輔・中村良三・小林躋造（中村は大角より3期下、小林は2期下）がその対象となり、この時も大角は現役にとどまることができた。したがって、大角の現役大将の中での序列は伏見宮に次ぐもの、皇族以外では最古参であることには変わりなかった。
昭和15年（1940年）末頃から、体調を崩した伏見宮は軍令部総長を辞職する意向を固めていた。序列に従えば、次期総長は大角か永野に禅譲される。海軍大臣・連合艦隊司令長官を歴任して実績を積んでいる永野に対し、大角は過去の人と見なされていた上に定年間近であった。
大角は挽回のために中国視察を決意し、大陸に渡った。昭和16年（1941年）2月5日、大角は随員（須賀彦次郎少将、角田隆雄中佐、白濱栄一中佐、立見忠五郎主計大佐、松田英夫大尉）等とともに広州から飛行機（大日本航空）で飛び立ち、消息不明となる。
その後、広東省西江下流西岸の黄揚山にて墜落した機体が発見され、乗員全員の死亡が確認された。
2月17日、大角の遺体は羽田飛行場に到着した。
2月20日、築地本願寺で葬儀が行われた。及川古志郎海軍大臣より報告を受けた昭和天皇と香淳皇后は、大角の葬儀に勅使として徳大寺実厚侍従・入江相政事務官・他を派遣した。

## 人物・思想
赤穂義士の行動を愚挙として否定している。「内匠頭の刃傷は「不義」の行為であり、赤穂義士は「君の邪志」を引き継いだ逆賊として死を与えるべき」とする荻生徂徠の論を支持した。五・一五事件においても、もし首謀者達を無罪にすれば後の禍根になると述べ、山本孝治にその旨を論告に入れるよう提案し山本検察官も同意している。

## 栄典
位階
- 1901年（明治34年）12月17日 - 正七位[15]
- 1906年（明治39年）11月30日 - 従六位[16]
- 1911年（明治44年）12月20日 - 正六位[17]
- 1916年（大正5年）1月21日 - 従五位[18]
- 1921年（大正10年）1月20日 - 正五位[19]
- 1924年（大正13年）12月27日 - 従四位[20]
- 1931年（昭和6年）4月15日 - 従三位[21]
- 1933年（昭和8年）4月15日 - 正三位[22]
- 1940年（昭和15年）8月1日 - 従二位
- 1941年（昭和16年）2月5日 - 正二位（没後追叙）[23]

爵位
- 1935年（昭和10年）12月26日 - 男爵[24]

勲章等
| 受章年                    | 略綬 | 勲章名                 | 備考         |
| ------------------------- | ---- | ---------------------- | ------------ |
| 1906年（明治39年）4月1日  |      | 功五級金鵄勲章         |              |
| 1906年（明治39年）4月1日  |      | 勲五等双光旭日章       |              |
| 1906年（明治39年）4月1日  |      | 明治三十七八年従軍記章 |              |
| 1913年（大正2年）5月31日  |      | 勲四等瑞宝章           |              |
| 1915年（大正4年）11月7日  |      | 勲三等旭日中綬章       |              |
| 1915年（大正4年）11月7日  |      | 大正三四年従軍記章     |              |
| 1925年（大正14年）1月27日 |      | 勲二等瑞宝章           |              |
| 1928年（昭和3年）12月28日 |      | 旭日重光章             |              |
| 1931年（昭和6年）5月14日  |      | 勲一等瑞宝章           |              |
| 1934年（昭和9年）2月7日   |      | 旭日大綬章             |              |
| 1941年（昭和16年）2月5日  |      | 旭日桐花大綬章         | （没後叙勲） |

外国勲章佩用允許
| 受章年                     | 国籍           | 略綬 | 勲章名                               | 備考 |
| -------------------------- | -------------- | ---- | ------------------------------------ | ---- |
| 1916年（大正5年）7月1日    | ロシア帝国     |      | 金剛石装飾神聖アンナ第二等勲章       |      |
| 1921年（大正10年）3月11日  | イタリア王国   |      | サンモーリスエラザル第三等勲章       |      |
| 1927年（昭和2年）8月26日   | スペイン王国   |      | 海軍有功白色第四級勲章               |      |
| 1936年（昭和11年）8月20日  | フランス共和国 |      | レジオンドヌール勲章グラントフィシエ |      |
| 1939年（昭和14年）11月21日 | タイ王国       |      | 白象勲一等大十字騎士章               |      |